# Tepetzintla, Puebla
Tepetzintla là một đô thị thuộc bang Puebla, México. Năm 2005, dân số của đô thị này là 9442 người.